# Ambalappathi
L'Ambalappathi  (en Tamoul : அம்பல பதி), aussi appelé Pallathu pathi ou Moolakunda Pathi est l'un des principaux pathi (lieux sacrés) de la religion Ayyavazhi du sud de l'Inde. Il s'agit d'un lieu important de pèlerinage pour cette religion. Dans les légendes, il s'agit de l'endroit où le dieu Ayya Vaikundar a unifié tous les pouvoirs divins en lui par des mariages symboliques avec six déesses dans des formes variées telles que Shiva et Brahmâ, ceci en accord avec les instructions qui lui était données (appelées Vinchai). À la suite de ces événements, ce Pathi est le second en importance derrière Swamithoppepathi, d'après le principal ouvrage sacré, l'Akilathirattu Ammanai. À l'origine, il s'agissait d'un temple dédié à Kâlî mais il devint Pathi par Vaikundar.

## Légendes des activités de Vaikundar
Après s'être incarné dans la mer, Vaikundar vint dans les terres de Detchanam, aux alentours de la ville de Swamithoppe. Il avait promis à Narayana (nom sanskrit pour Vishnu) qu'il irait à Ambalappathi après avoir terminé ses activités à Swamithoppe. Narayana considéra que le temps était venu, mais il sentit qu'il n'avait aucun droit pour donner des ordres directs à Vaikundar. Ainsi, Narayana décida de rappeler sa promesse à Vaikundar de manière indirecte: il demanda à Samala devi d'emporter deux des sept vierges (parfois dites sept déités'). Quand deux des vierges moururent, les gens se rassemblèrent autour de Vaikundar. Un homme dans la foule se leva et raconta le rêve qu'il avait eu quelques jours auparavant: Narayana aurait dit "Vaikundar a oublié sa parole, son devoir qui était de détruire Kâlî a été oublié à cause de son humeur avec les vierges". Entendant ceci, Vaikundar reprit son chemin en direction d'Ambalappathi.
Il resta dans le petit village de Pallam pendant deux ans, qui devint Ambalappathi. Vaikundar y prit la forme de Shiva et bénéficia ainsi du pouvoir des déités connexes telles que Pârvatî et Bhagavathi. Prenant la forme de Kārttikeya, il eut les pouvoirs de Valli et Dheivanai; enfin, en tant que Brahmâ, il accéda aux pouvoirs de Madaikattal. Ce fut à partir de cet endroit que les fidèles le transportèrent à cheval dans les villages de Kadambankulam et Pambankulam, où Vaikundar établit des Nizhal Thangals (temples). À la fin de la seconde année, Vaikundar retourna à Swamithoppe.

## Miracles d'Ambalappathi
Le nom précédent d'Ambalappathi était Kurali Vadalivilai, et la terre était propriété de Latchumanan Potthi. Celui-ci venait chaque jour pour faire la cérémonie du Pūjā dans le temple dédié à Shiva et Kâlî qui s'élevait alors à la place du Pathi actuel. Vaikundar vint en mendiant, s'assit sous un figuier des pagodes, prétendant être nouveau en ville afin de soutirer des informations sur le temple à Latchumanan Potthi. Il demanda ensuite à Potthi d'ouvrir le temple, et celui-ci demanda cinq panam (monnaie en vigueur à l'époque) pour ouvrir, et autant pour fermer. Vaikundar répliqua : « Si [la déesse] présente à l'intérieur est ma sœur, alors la porte s'ouvrira d'elle-même ». La porte s'ouvrit immédiatement, et Vaikundar entra.
Par la suite, Vaikundar demande de l'eau à Potthi qui lui répondit qu'il était dur d'en trouver dans cette jungle. Vaikundar pointa un endroit de sa canne et demanda à Potthi de creuser. Quand cela fut fait, de l'eau jaillit de la terre. À cet endroit, s'élève actuellement le Muthiri kinaru (puits sacré) d'Ambalappathi.

## Administration et statut religieux
À l'endroit où se trouvait autrefois le temple dédié à Shiva et Kâlî, les disciples de Vaikundar élevèrent un Pathi et y conduisirent chaque jour le rituel du Panividai. À présent, ce Pathi est géré par les descendants des disciples.
Ambalappathi est à huit kilomètres au sud-est de Nagercoil, capitale du district de Kânyâkumârî dans l'État du Tamil Nadu. Elle est aussi à 11 kilomètres à l'ouest de la ville de Kânyâkumârî, et à mi-chemin entre Rajakkamangalam et Kanyakumari sur la route de la côté ouest. Il est possible d'aller directement de Nagercoil au Pathi en bus. Les coordonnées d'Ambalappathi sont 8.05° Nord et 77.27° Est.

## Architecture et Structure
Il est dit que le Palliyarai (un des composants du temple) a été construit du temps de Vaikundar. Il est entouré par un couloir intérieur appelé Tatuva Kottagai; le nom de ce couloir vient de son architecture unique avec un toit de tuiles soutenu par 96 poutres en bois venant du début du couloir et se rassemblant en une seule poutre au centre, symbolisant les 96 propriétés du corps humain, dit Tatvas. En face du couloir interne, on trouve un hall dans lequel se déroulent les prières. Le Vahana purai est sur la gauche et l'Unpan purai sur la droite. L'entrée nord appelée Vadakku vaasal se trouve sur la droite du Palliyarai. Le Sivaye medai se trouve sur la gauche de la salle de prière centrale. Le mât du drapeau est devant la salle de prière. L'ensemble est entouré par le couloir extérieur. Le Thear mandapam dans lequel se trouve le chariot du temple est à une cinquantaine de mètres de la salle de prière.
Le puits sacré est à 50 mètres au nord-est. À proximité du puits se trouve un monument construit dans une architecture de type hindou, proche du figuier où il est dit que Vaikundar se reposait dans la légende. Cette structure ne comporte aucune image ou idole des dieux de l'hindouisme mais uniquement des symboles de l'Ayyavazhi.

## Prières et festivités
Chaque année pendant le mois tamoul d'Aippsi (octobre/novembre), le festival du Kodiyettru Thirunal est célébré avec le chariot du temple, et de nombreux Vâhana transportent Vaikundar autour du Pathi. Les panividais (prières) ont lieu trois fois par jour et certaines plus spéciales tous les mardis, qui sont considérés comme des jours de festivité pendant lesquels on lit le livre sacré, l'Akilathirattu Ammanai, avant de passer au Vahanam eduppu et de terminer par le rituel de l'Anna Dharmam. On y célèbre également les festivités de l'Ayya Vaikunda Avataram et du Thiru Edu Vasippu.

## Source de la traduction
- (en) Cet article est partiellement ou en totalité issu de l’article de Wikipédia en anglais intitulé « Ambala Pathi » (voir la liste des auteurs).